# Municipio de El Jícaro
Municipio de El Jícaro är en kommun i Guatemala.   Den ligger i departementet Departamento de El Progreso, i den centrala delen av landet, 70 km öster om huvudstaden Guatemala City.